# Tsukuba
Tsukuba (Japans: つくば市, Tsukuba-shi) is een stad in de prefectuur Ibaraki op het eiland Honshu in Japan. De stad heeft een oppervlakte van 284,07 km² en medio 2008 bijna 209.000 inwoners. Hoewel Tsukuba 50 kilometer ten noordoosten van Tokio ligt, wordt de stad soms toch tot Groot-Tokio gerekend. Tsukuba verwierf internationale bekendheid doordat hier in 1985 de wereldtentoonstelling Expo 85 werd gehouden.
De gelijknamige berg Tsukuba ligt nabij de stad.

## Geschiedenis
Het is een nieuwe stad (shi), die op 30 november 1987 als Stad van de wetenschap werd gesticht door samenvoeging van de gemeentes Yatabe (谷田部町, Yatabe-machi), Toyosato (豊里町, Toyosato-machi), Oho (大穂町, Ōho-machi) en het dorp Sakura (桜村, Sakura-mura).
Op 31 januari 1988 is de gemeente Tsukuba (筑波町, Tsukuba-machi) samengevoegd met de stad Tsukuba en op 1 november 2002 werd de gemeente Kukizaki (茎崎町, Kukizaki-machi) samengevoegd met Tsukuba.

Sinds 1 april 2007 heeft Tsukuba de status van speciale stad (特例市, tokurei-shi).

## Economie
Tsukuba is gesticht als "Stad van de Wetenschap" en huisvest naast twee universiteiten, meer dan 50 overheids- en private onderzoeksinstellingen, een groot aantal high-tech bedrijven.
Enkele van de bekendste onderzoeksinstellingen in Tsukuba
- Japans Landmeetkundig Instituut (国土地理院, Kokudo Chiri-in) met het bijbehorende Museum voor Landkaarten en Landmeetkunde
- Japan Aerospace Exploration Agency (JAXA), het Japanse ruimtevaartagentschap.
- KEK, (高エネルギー加速器研究機構, ko-enerugi-kasokuki-kenkyu-kiko), een nationaal instituut voor deeltjesfysica.
- National Food and Research Institute
- National Institute of Advanced Industrial Science and Technology (産業技術総合研究所, Sangyō Gijutsu Sōgō Kenkyū-jo)
- National Institute for Environmental Studies
- National Institute for Rural Engineering
- Tsukuba Botanische Tuin
- National Institute for Materials Science

De winnaar van Nobelprijs voor de Natuurkunde in 1973, Leo Esaki, en de winnaar van de Nobelprijs voor de Scheikunde in 2000, Hideki Shirakawa, werkten in Tsukuba.

## Verkeer
Tsukuba werd op 24 augustus 2008 aangesloten op de Tsukuba Express, een 45-minuten verbinding met Akihabara (Tokio) van de Stedelijke Intercity Spoorwegmaatschappij (首都圏新都市鉄道株式会社, Shuto-ken Shin Toshi Tetsudō Kabushiki-gaisha).
Tsukuba ligt aan de Jōban-autosnelweg, aan de Ken-o-autosnelweg en aan de autowegen 6, 125, 354, 408 en 468.
Tsukuba heeft een directe busverbinding met de luchthaven Narita.

## Stedenband
Tsukuba heeft een stedenband met
- Cambridge (Verenigde Staten), sinds 1984
- Irvine (Verenigde Staten), sinds 1989
- Milpitas (Verenigde Staten), sinds 2 juli 1996[1]
- Grenoble (Frankrijk), sinds 2013
- Bochum (Duitsland), sinds 2019
- Shenzhen (China)

## Geboren in Tsukuba
- Minanogawa Tōzō (1903-1971), Japans sumoworstelaar
- Yasuaki Kurata (1946), Japans acteur in actie/vecht-films

## Aangrenzende steden
- Chikusei
- Ishioka
- Jōsō
- Ryugasaki
- Shimotsuma
- Sakuragawa
- Tsuchiura
- Tsukubamirai
- Ushiku

## Hiragana vs Kanji
Tsukuba (つくば) is een van de weinige steden in Japan waarvan de naam in hiragana wordt geschreven in plaats van in kanji. Binnen de stad Tsukuba is een district (de voormalige gemeente) Tsukuba (筑波, Tsukuba) waarvan de naam in kanji wordt geschreven. Dit geldt ook voor de berg Tsukuba (筑波山, Tsukuba-yama) en de universiteit van Tsukuba (筑波大学, Tsukuba daigaku).